# Мартинов Ілля Олександрович
Мартинов Ілля Олександрович (брат В. А. Мартинова) — (23 березня 1918, Балаклава, Крим — 15 лютого 2010). Майстер спорту (1956), інструктор-методист 1-ї категорії. Інженер, викладач.
На початку фінської війни, у вересні 1939 р., і другої світової війни з'явився до військкомату, щоб йти добровольцем захищати Батьківщину, але як «синові ворога народу» ні йому, ні братові Володимиру цієї честі не «довірили» . В результаті раптового настання німців брати виявилися на окупованій території і були вивезені до Німеччини остарбайтерами. Володимир працював на військових заводах, а Ілля — в фермерському господарстві. Після закінчення війни обидва повернулися на Батьківщину і були заслані на північ. При першій же можливості продовжили заняття альпінізмом.
Початок занять альпінізмом 1938 р. Перші вершини — Тютюр-гу 1Б, і Тодорку 2А к.с. Перший тренер — II. Ф. Захаров. Кращі сходження:
- 1940 р. — Тіхтенген (4611 м);
- 1955 р. — Аманауз (3760 м);
- 1 956 р. — Ушба (4710 м);
- 1957 р. — Каракая (3896 м);
- 1961 р. — Талгар (4973 м).

Інструкторську роботу почав в 1939 р.
Нагороджений жетоном «Почесний рятувальник». 1959—1969 рр. — нач. уч. частини альпіністських таборів: «Червона Зірка», «Уллутау», «Ала-Арча», «Безенгі». 1958 1966 1970, 1973—1975 рр. — тренер і ст. тренер різних шкіл по підготовці інструкторів альпінізму, зборів з підготовки рятувальників, методичних зборів з перепідготовки інструкторів альпінізму, керівник численними рятувальними операціями в горах. Член методичної ради Управління альпінізму ВР ДСТ профспілок з 1980 р.
Один з авторів «Єдиної системи підготовки альпіністів» і основний розробник Програми підготовки альпіністів СРСР (1985). Автор «Ситуаційних завдань», робіт з організації та тактиці рятувальних робіт, ряду методичних розробок, а також книг «Безпека в альпінізмі» і «Безпека та надійність в альпінізмі».
Підготував чотирьох Майстрів спорту з альпінізму, двох чемпіонів СРСР зі скелелазіння і велику кількість інструкторів, рятувальників і альпіністів.

## Ресурси Інтернету
- Мартынову Илье Александровичу — 100 лет! [Архівовано 26 травня 2018 у Wayback Machine.]